# El Jarillal
El Jarillal är en ort i Mexiko.   Den ligger i kommunen Cuautepec de Hinojosa och delstaten Hidalgo, i den sydöstra delen av landet, 120 km nordost om huvudstaden Mexico City. El Jarillal ligger 2 417 meter över havet och antalet invånare är 171.
Terrängen runt El Jarillal är lite kuperad. Runt El Jarillal är det ganska tätbefolkat, med 56 invånare per kvadratkilometer. Närmaste större samhälle är Tulancingo, 15,9 km väster om El Jarillal. I omgivningarna runt El Jarillal växer huvudsakligen savannskog.